# Cucudeta
Cucudeta Maddison, 2009 è un genere di ragni appartenente alla famiglia Salticidae.

## Distribuzione
Le 3 specie note di questo genere sono endemiche della Nuova Guinea..

## Tassonomia
A maggio 2010, si compone di tre specie:
- Cucudeta gahavisuka Maddison, 2009 — Nuova Guinea
- Cucudeta uzet Maddison, 2009 — Nuova Guinea
- Cucudeta zabkai Maddison, 2009[2] — Nuova Guinea